# Straßenbahn Görz
Die Straßenbahn Görz war ein meterspuriges Nahverkehrsmittel, das von 1909 bis 1935 in der bis 1919 österreichischen und seitdem zu Italien gehörenden Stadt Görz – heute Gorizia – bestand.

## Geschichte

### Vorgeschichte
Die Stadt Görz lag zur Wende vom 19. zum 20. Jahrhundert in Österreich-Ungarn und war überwiegend italienischsprachig – obwohl sie seit dem Jahr 1500 Bestandteil der Habsburgermonarchie war. Daher waren amtliche Texte, die sich auf die Stadt bezogen häufig deutsch-, aber auch italienischsprachig verfasst.
Im Jahr 1906 wurde als neue transalpine Bahnverbindung die Bahnstrecke Jesenice–Trieste Campo Marzio eröffnet. Damit ergab sich für die Stadt Görz die Herausforderung, die Stadt mit nun gleich zwei Bahnhöfen zu verbinden. Dies waren der Südbahnhof (heute Gorizia Centrale) und der neue Bahnhof der k.k. Staatsbahnen (später Gorizia Montesanto, heute Nova Gorica in Slowenien).
19. Juli 1908  wurde im Reichsgesetzblatt die Konzession einer mit elektrischer Kraft zu betreibenden schmalspurigen Kleinbahn im Gebiete der Stadt Görz veröffentlicht. Konzessionär war die Gemeindevertretung der Stadt Görz. Genehmigt wurden die Strecken
1. Vom Vorplatze der Südbahnstation Görz durch den Corso Francisco Giuseppe und den Corso Giuseppe Verdi, die Via Senola, die Piazza Grande, die Via Arcidescovada, die Via Carducci, die Piazza Corno, die Piazza Catterini und die Via Salcano zum Vorplatze des k.k. Staatsbahnhofes Görz
2. vom Theater durch die Via del Teatro, die Via del Municipio, die Via del Duomo, die Piazza del Duomo und die Via Rastello zur Piazza Grande.
3. vom Anfange der Linie 1 zum Betriebsbahnhofe neben der Via Manzano.[1]

### Österreichische Zeit bis 1918
Das Wiener Bauunternehmen Leo Arnoldi war mit der Errichtung der baulichen Anlagen betraut worden und stellte rechtzeitig innerhalb der von der Konzession vorgegebenen Frist fertig. Die Eröffnung der Straßenbahn fand am 18. Februar 1909 statt. Am Folgetag informierten die Innsbrucker Nachrichten mit einer Kurzmeldung auf Seite 6 und die Neue Freie Presse im gleichen Umfang auf Seite 10 darüber.
Betreiber war anfangs die Aktiengesellschaft Società Goriziana Trenovie (deutsch: Görzer Straßenbahngesellschaft). Das Kapital des Unternehmens wurde von Davide Bolaffio, Antonio Orzan, Dr. Raimondo Luzzato, Francesco Martini und Achille Venier gehalten.
Die Linie 2 wurde wegen geringer Nutzung bereits ein Jahr nach der Eröffnung eingestellt, um im Folgejahr wieder in Betrieb genommen zu werden.
Mit Schreiben vom 6. Juni 1909 informierte die Gemeinde die Società Goriziana Trenovie, dass an mehreren Stellen die Schienen bis zu 10 Zentimeter über dem Niveau der Straßenoberfäche liegen und eine Gefahr für die Durchfahrt anderer Fahrzeuge darstellen und Fußgänger bilden.
Im Zuge des Ersten Weltkrieges lag die Stadt im Frontbereich und war auch kurzzeitig von italienischen Truppen besetzt. Nach der Rückeroberung durch österreich-ungarische Truppen wurde die Straßenbahn beschädigt vorgefunden, durch die österreichischen Behörden aber wieder repariert. Zum Ersatz für beschädigtes Material wurden Fahrzeuge der Straßenbahn Udine nach Görz verlagert.

### Italienische Zeit ab 1918
Nach 1922 übernahm die Stadt selbst den Betrieb. 1927 wurde eine weitere Straßenbahnlinie in Betrieb genommen, die ausgehend von der Kreuzung Corso Italia-Via XXIV Maggio den Vorort San Pietro di Gorizia (heute Šempeter in Slowenien) mit einer Länge von etwas mehr als zwei Kilometern erreichte.
1933 beschloss die Stadt die Stilllegung. Diese erfolgte am 15. April 1935 – in etwa zeitgleich mit einer Reihe anderer altösterreichischer Lokal- und Straßenbahnen in Italien – als die damalige Verkehrspolitik Auto- und Trolleybussysteme forcierte.

## Fahrzeuge

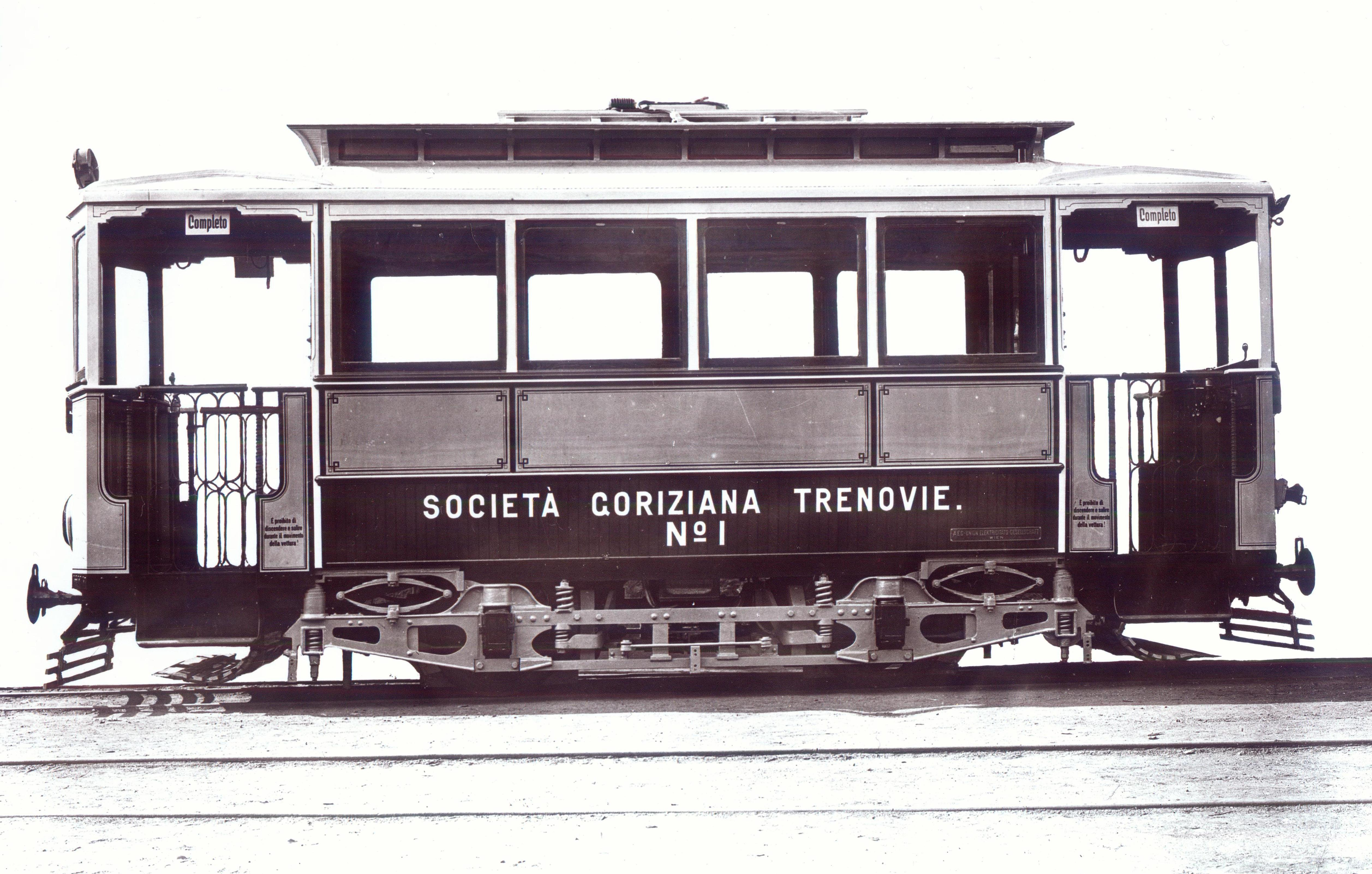
Die Triebwagen Nr. 1 – 8 der „Societá Goriziana Tranovie“ wurden 1908 von der Grazer Waggonfabrik gebaut und hatten eine große Ähnlichkeit mit zahlreichen Wagen, die damals an andere Betriebe in der Monarchie geliefert wurden. Auf den Wagen, deren elektrische Ausrüstung von der AEG-Union Elektrizitätsgesellschaft, Wien stammte und die jeweils über 16 Sitz- und 10 Stehplätze verfügten, war nur das Firmenschild der Wiener Firma angebracht.

Die Straßenbahn Görz beschaffte ursprünglich acht Triebwagen und fünf Beiwagen bei der Grazer Waggonfabrik. Die elektrischen Komponenten wurden von der AEG Union zugeliefert. Alle diese Fahrzeuge hatten große Ähnlichkeit mit jenen der vom gleichen Hersteller etwa zur gleichen Zeit an die Straßenbahn Klagenfurt gelieferten. Im Jahr 1926 lieferte die Grazer Waggonfabrik einen weiteren offenen Sommerbeiwagen.
1927 wurden zwei neue zweiachsige Triebwagen von Carminati & Toselli in Mailand beschafft. Diese erhielten die Nummern 9 und 10. Keines dieser Fahrzeuge ist erhalten geblieben.

## Galerie

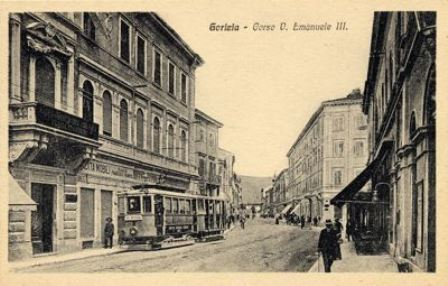
Triebwagen mit Sommerbeiwagen
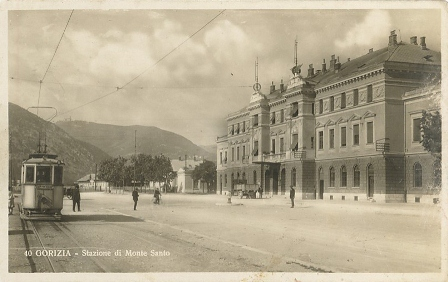
Straßenbahn am Bahnhof Gorizia Monte Santo, vormals Görz Staatsbahnhof. Zwischen dem Straßenbahntriebwagen und dem Gebäude verläuft heute die Staatsgrenze zwischen Italien und Slowenien
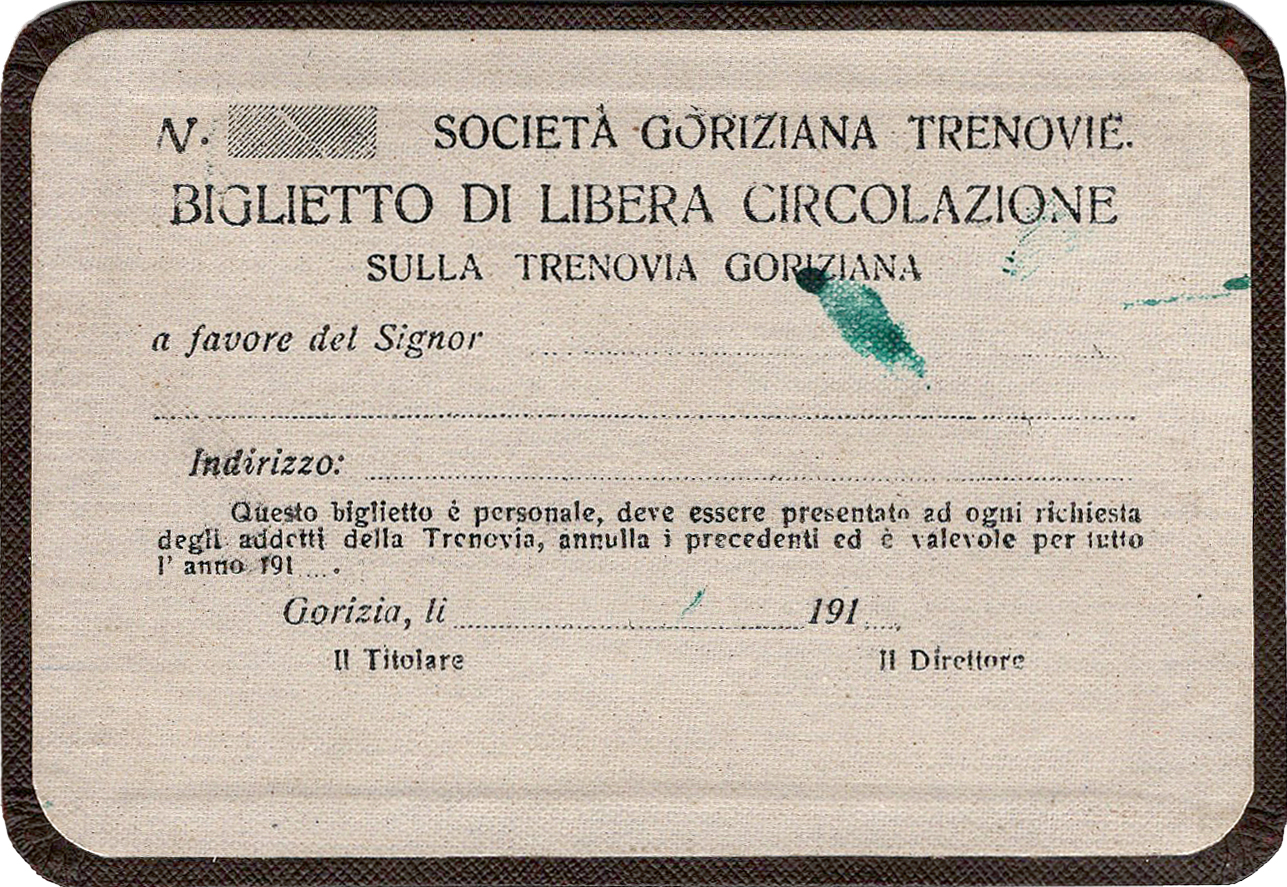
Nicht entwerteter Straßenbahnfahrschein aus den 1910er Jahren

## Erinnerungskultur
Im Jahr 2016 fand in Gorizia vom 8. Oktober bis zum 6. November eine Ausstellung zur Geschichte der Straßenbahn statt.
Im Jahr 2021 war die ehemalige Remise der Straßenbahn noch vorhanden, wenngleich in desolatem Zustand. Im Inneren lagen noch Gleisreste. Das Gebäude ist unter Schutz gestellt, anlässlich von Renovierungsarbeiten im Jahr 2017 stürzten allerdings Teile der Dachkonstruktion ein.